# Arboretum w Trstenie

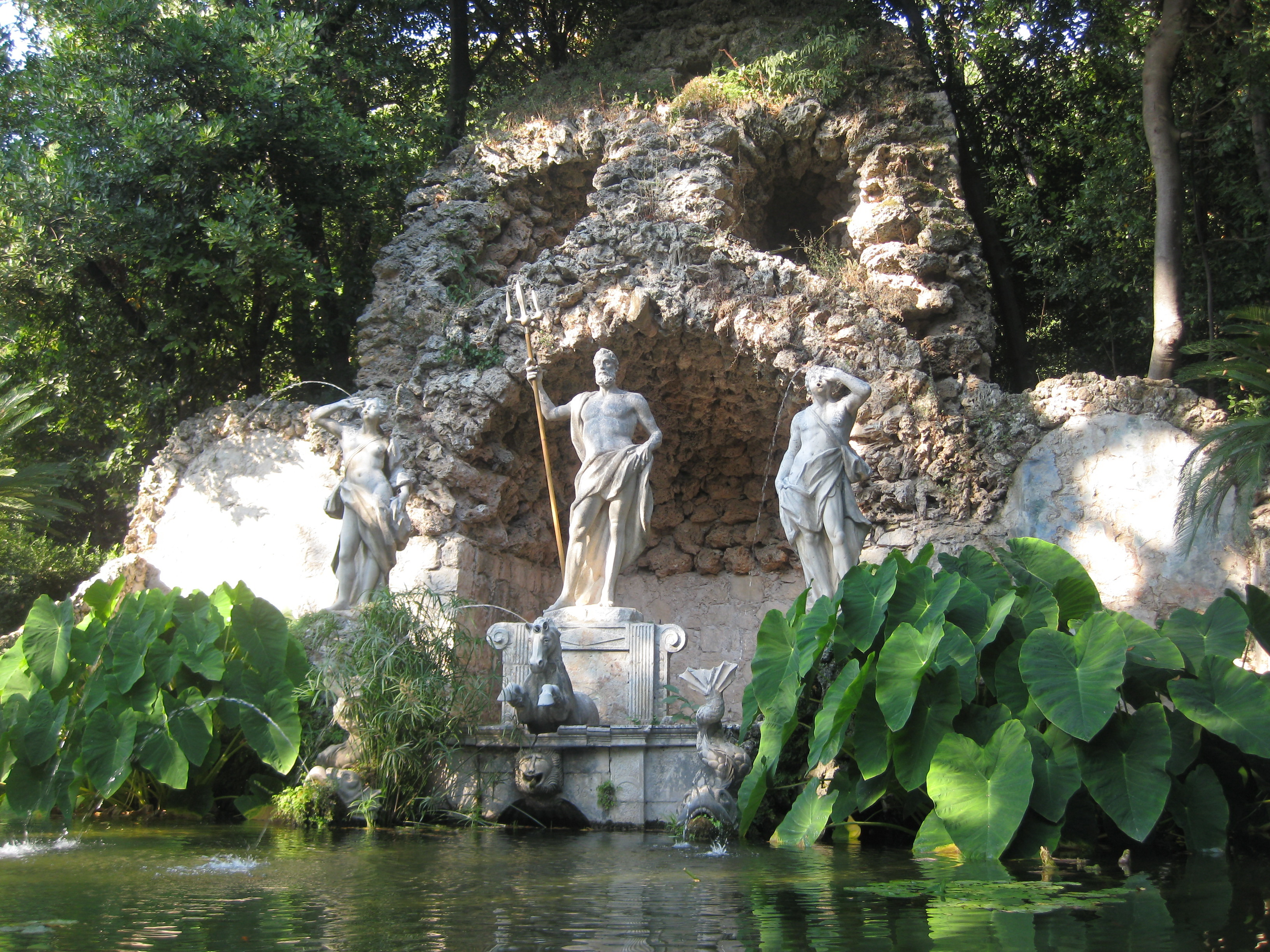
Fontanna Neptuna w Trstenie

Arboretum w Trstenie – ogród botaniczny, najstarszy w Chorwacji oraz jeden z najstarszych, a w przeszłości uważany również za jeden z najpiękniejszych, w Europie.
Arboretum powstało na przełomie XV i XVI wieku z inicjatywy rodziny Gučetić (Gozze). W 1502 wybudowała ona tutaj swoją letnią rezydencję, otoczoną dużym ogrodem, w którym sadzono rośliny przywożone z podróży morskich statków kupieckich z Dubrownika. Wcześniej, już w 1492 miał powstać akwedukt, zasilający ogród wodą. Ogród do dzisiaj zachował wiele cech renesansowych oraz z późniejszych epok. W 1945 (lub w 1948) został przejęty przez państwo, a od 1950 zarządza nim Chorwacka Akademia Nauki i Sztuki. W 1966 arboretum zostało uznane za zabytek krajobrazowy.
Miejscowość Trsteno poważnie ucierpiała podczas wojny w Chorwacji. W październiku 1991 Jugosłowiańska Armia Ludowa rozpoczęła ostrzał z morza oraz powietrza – zniszczeniu uległa najstarsza część parku i letnia rezydencja szlachecka. Proces powolnej odbudowy ogrodu spowolnił pożar podczas suszy w 2000 roku – spaleniu uległo 120 tys. m² (na ogólną powierzchnię 255 tys. m²).
W parku jest obecnie około 400 gatunków roślin, głównie palm, eukaliptusów, cedrów, platanów wawrzynów oraz kaktusów; rośliny pochodzą ze wszystkich kontynentów. Oprócz roślinności znajduje się w nim rezydencja z 1502 roku, kilka pseudo antycznych rzeźb, stary młyn, kaplica św. Hieronima z XVII wieku oraz fontanna z 1736, do której wodę doprowadza XIV-ny akwedukt. Z punktu widokowego rozciąga się widok na Adriatyk oraz wyspę Lopud.
Poza granicą arboretum, przy drodze prowadzącej z Dubrownika do Neum, znajdują się dwa 500-letnie platany, przywiezione tutaj znad Bosforu. Mają po około 60 metrów wysokości, 13 obwodu i 6 średnicy.
Arboretum posłużyło za scenografię ogrodów Królewskiej Przystani w amerykańskim serialu fantasy Gra o tron.